# پینارباشی (بسنی)
پینارباشی (به ترکی استانبولی: Pınarbaşı) یک منطقهٔ مسکونی در ترکیه است که در بسنی واقع شده‌است.